# La Iglesuela (ort i Spanien)
La Iglesuela är en ort i Spanien.   Den ligger i provinsen Toledo och regionen Kastilien-La Mancha, i den centrala delen av landet, 90 km väster om huvudstaden Madrid. La Iglesuela ligger 521 meter över havet och antalet invånare är 435.
Terrängen runt La Iglesuela är varierad.Runt La Iglesuela är det glesbefolkat, med 13 invånare per kvadratkilometer. Närmaste större samhälle är Casavieja, 5,7 km norr om La Iglesuela. 